# Sphaerostephanos stresemannii
Sphaerostephanos stresemannii är en kärrbräkenväxtart som beskrevs av Holtt. Sphaerostephanos stresemannii ingår i släktet Sphaerostephanos och familjen Thelypteridaceae. Inga underarter finns listade.